# Johannes Herwig-Lempp
Johannes Herwig-Lempp (* 1957) ist ein deutscher Sozialarbeitswissenschaftler und systemischer Sozialarbeiter.

## Leben
Der Sohn eines Buchhändlerehepaars studierte von 1980 bis 1984 Sozialpädagogik an der Universität Bremen und anschließend für ein Jahr mit einem Stipendium des norwegischen Außenministeriums in Oslo. Von 1987 bis 1990 nahm er an einer Weiterbildung in systemischer Beratung und Therapie bei der Internationalen Gesellschaft für Systemische Therapie in Heidelberg teil sowie von 1991 bis 1994 an einer Weiterbildung in Supervision der Diakonischen Akademie Stuttgart. Bereits 1993 promovierte er zum Dr. phil. mit einer Arbeit über „Drogenabhängigkeit als Erklärungsprinzip – Drogenkonsumenten als Subjekte“.

## Tätigkeitsfelder
Nach seinem Sozialpädagogikstudium sammelte Herwig-Lempp berufliche Erfahrung in der akzeptierenden Drogenarbeit, im Sozialpsychiatrischen Dienst und der Sozialpädagogischen Familienhilfe.
Seit 1998 lehrt er als Professor das Lehrgebiet Sozialarbeitswissenschaft/Systemische Sozialarbeit an der Hochschule Merseburg und war verantwortlich für den 2009 erstmals durchgeführten Masterstudiengang „Systemische Sozialarbeit“. Zudem bietet er Fort- und Weiterbildungen an, arbeitet als Supervisor, Teamentwickler und Coach und berät Einzelne, Paare und Familien. Von 2006 bis 2014 war er Entwicklung und Aufbau des Praxisforschungsprojektes Lotse e. V., einer Beschwerde- und Vermittlungsstelle für Kinder, Jugendliche und Erwachsene in Halle (Saale) als Mitglied der Beratungsgruppe wie auch als Vorstandsmitglied beteiligt. Er ist in den Beiräten der Zeitschriften Familiendynamik Zeitschrift für systemische Therapie und Beratung und Kontext, Autor von Fachveröffentlichungen zur systemischen Sozialarbeit und zur Teamarbeit, Rezensent und Initiator von Fachtagungen zur systemischen Sozialarbeit. Zudem forscht er zu der Frauenrechtlerin, Armenpflegerin und Sozialpolitikerin Luise Kiesselbach (1863–1929).

## Leistungen
Johannes Herwig-Lempp gilt als einer der Hauptvertreter des systemisch-konstruktivistischen Ansatzes in der Sozialen Arbeit und Experte für die Übertragung systemisch-ressourcenorientierter Therapie und Beratungspraxis in die Sozialarbeit und Sozialpädagogik. Zudem war er federführend an der Entwicklung des deutschlandweit ersten Masterstudiengangs „Systemische Sozialarbeit“ beteiligt, der 2009 bis 2018 in drei Durchgängen an der Hochschule Merseburg stattfand.

## Schriften
- Systemische Sozialarbeit. Haltungen und Handlungen für die Praxis, Göttingen 2022 (Verlag Vandenhoeck & Ruprecht), ISBN 978-3-525-40783-7
- Plädoyer für einen konstruktivistischen Umgang mit „Realität“. Im Widerspruch zu Julian Nida-Rümelins Streitschrift „Unaufgeregter Realismus“, in: Zeitschrift für systemische Therapie und Beratung, 4/2019, S. 178–184
- Ist die systemische Sozialarbeit unter SystemikerInnen angemessen anerkannt? In: Zeitschrift für systemische Therapie und Beratung, 4/2019, S. 164–171
- Systemisch als Haltung, in: Reiner Becker & Sophie Schmitt, Beratung im Kontext Rechtsextremismus. Felder – Methoden – Positionen Frankfurt 2019 Wochenschau-Verlag, S. 291–316
- „Nazis raus! Haut ab!“? Zum systemischen Umgang mit Menschen und Rechten, in: Zeitschrift für systemische Therapie und Beratung, Heft 2/2017, S. 54–60
- Zu deutsch um stolz zu sein – Gespräche mit jungen Deutschen über ihre nationale Identität, in: Zeitschrift für systemische Therapie und Beratung, Heft 3/2016, S. 124–134
- „Was läuft gut?“ Ressourcenorientierung ist eigentlich ganz einfach, auch im Team, in: Theorie und Praxis der Sozialpädagogik, Heft 7/2016, S. 28–31
- „Ja, ich kann!“ – Die Macht selbst zu handeln, in: Zeitschrift für systemische Therapie und Beratung, Heft 2/2016, S. 51–57
- Ressourcenorientierte Teamarbeit. Systemische Praxis der kollegialen Beratung. 4. Auflage, Verlag Vandenhoeck & Ruprecht, Göttingen 2016, ISBN 978-3-525-46197-6.
- Die Überlastungsanzeige, in: FORUM Sozial 3/2014, S. 29–33
- Der Unterschied zwischen Theorie und Praxis ist in der Praxis größer als in der Theorie, in: CORAX 5/2014, S. 20–23
- Was ist systemische Forschung?*  Beitrag zu einer Diskussion auf der Seite * www.systemisch-forschen.de: http://www.systemisch-forschen.de/was_ist_systemische_forschung
- Resource-Oriented Teamwork. A Systemic Approach to Collegial Consultation, Göttingen 2013 (Vandenhoeck & Ruprecht)
- Luise Kiesselbach (1863–1929). Eine der ersten Frauen in der bayerischen Armenpflege: Sozialarbeiterin, Frauenrechtlerin und Sozialpolitikerin. In: Soziales Kapital. wissenschaftliches Journal österreichischer Fachhochschulstudiengänge soziale Arbeit. Nr. 4, Rubrik “Werkstatt” (15. Dezember 2009)
- Theorien sind Werkzeuge. In: Bernd Birgmeier & Eric Mührel (Hrsg.): Die Sozialarbeitswissenschaft und ihre Theorie(n). Positionen, Kontroversen, Perspektiven. VS Verlag für Sozialwissenschaften, Wiesbaden 2009, S. 185–197.
- Wer sich nicht wehrt, lebt verkehrt. Von Macht, Verantwortung und Widerstand. In: Frank Natho (Hrsg.): Hinter dem Horizont geht es weiter. Edition Gamus, Juni 2009, ISBN 978-3-940789-01-3.
- Gast-Hrsg.: Mindestens sieben Möglichkeiten – die Vielfalt systemischer Sozialarbeit. Kontext Heft 2/2009.
- „Es könnte auch anders sein“ – systemisch gesehen. In: Familiendynamik 4/2008, S. 334–336.
- Ressourcen im Umfeld: Die VIP-Karte. In: Brigitta Michel-Schwartze (Hrsg.) (2009): Methodenbuch Soziale Arbeit. Basiswissen für die Praxis. VS Verlag für Sozialwissenschaften, Wiesbaden, S. 207–226.
- Das erste Mal die Wunderfrage stellen. In: systemagazin-special: Adventskalender “Das erste Mal”. 18. Dezember 2006.
- ADHS als Erklärungsprinzip und seine Bedeutung für die Soziale Arbeit. In: systhema. 3/2006, S. 270–283.
- Die Konstruktion der systemischen Sozialarbeit – Einführung. In: Kontext. 2/2005, Bd. 36, S. 111–117.
- Welche Theorie braucht die Soziale Arbeit? In: Sozialmagazin. 2/2003, S. 12–21.[2]
- Neuer Studiengang Systemische Sozialarbeit. In: Sozialmagazin. 1/2005, S. 60.
- Beziehungsarbeit ist lernbar. Systemische Ansätze in der Sozialpäd. Familienhilfe. In: Ulrich Pfeifer-Schaupp (Hrsg.): Systemische Praxis. Modelle–Konzepte–Perspektiven. Lambertus, Freiburg 2002, ISBN 3-7841-1424-5, S. 39–62. (Online)
- Erfolge als Ressourcen nutzen. Warum man strukturiert über Erfolge sprechen sollte und wie man das machen kann. In: Walter Kowalczyk (Hrsg.): Konkrete Handlungsanleitungen für erfolgreiche Beratungsarbeit mit Schülern, Eltern und Lehrern. Loseblattsammlung, Kissing 1998, akt. Mai 2001, S. 1–20.
- Kartographie. Kommentar zu „Neue und alte Süchte – ein Beitrag zur Begriffsbestimmung“. In: Jörg Petry: Alkoholismus. Kulturhistorische, psychosoziale und psychotherapeutische Aspekte. Neuland, Geesthacht 1998.
- Die Ressourcen der Teilnehmer nutzen – Handwerkszeug für die systemische Supervision in der Gruppe. In: Familiendynamik. 3/97, S. 264–289.
- „Ist Sozialarbeit überhaupt ein Beruf?“ Beitrag zu einer eigentlich überflüssigen Diskussion. In: Sozialmagazin. 2/97, S. 16–26.
- Drug Addiction, The Systemic Approach, and the Concept of „Acceptance“. In: Journal of Systemic Therapies. Vol. 15, 2/96, S. 24–35, 67–68
- Von der Sucht zur Selbstbestimmung. Drogenkonsumenten als Subjekte. Verlag Modernes Lernen, Dortmund 1994, ISBN 3-86145-066-6.
- Drogenabhängigkeit als Erklärungsprinzip – Drogenkonsumenten als Subjekte. Dissertation, 1003, Bremen
- Soziale Systeme existieren. Stimmt’s? Stimmt nicht! In: Delfin IX (Dez. ‘87), Jg. 5, S. 5–10.